# The Last O.G.
The Last O.G. („O.G.“ für Original Gangster) ist eine Comedy-Fernsehserie, die seit 31. März 2018 bei TBS gezeigt wurde. Die zweite Staffel wurde ab dem 29. Juni 2019 auf dem deutschen Sender TNT Comedy ausgestrahlt.

## Handlung
Der Ex-Drogendealer Tray kommt wegen guter Führung nach 15 Jahren aus dem Gefängnis und ist schockiert zu sehen, wie sehr sich die Welt verändert hat. Als er in sein neu gentrifiziertes Viertel in Brooklyn zurückkehrt, entdeckt er, dass seine frühere Freundin Shay einen freundlichen, erfolgreichen und überdem weißen Mann geheiratet hat, der dabei hilft, die Zwillinge aufzuziehen. Er will nichts mehr, als mit seinen Kindern in Kontakt zu treten, aber er hat weder das Geld, um sie zu unterstützen noch für sich selbst. So greift Tray auf die Fähigkeiten zurück, die er im Gefängnis gelernt hat, um auf unbekanntem Terrain zu überleben und nebenbei nicht wieder in die Kriminalität abzurutschen. Tray bekommt einen Job in einem Kaffeeladen, der von dem Dealer geleitet wurde, den Tray bei seiner Verurteilung gedeckt hatte, und kommt in einer WG mit anderen Ex-Knackies unter.

## Besetzung
Die Synchronisation der Serie wird bei Level 45 nach Dialogbüchern von Frank Schröder und Kaze Uzumaki unter der Dialogregie von Uzumaki erstellt.

### Hauptfiguren
| Schauspieler           | Bild                   | Rolle           | Hauptrolle (Folgen) | Synchronsprecher    |
| ---------------------- | ---------------------- | --------------- | ------------------- | ------------------- |
| Tracy Morgan           | Tracy Morgan           | Tray            | 1.01–               | Florian Halm        |
| Cedric the Entertainer | Cedric the Entertainer | Miniard Mullins | 1.01–               | Tobias Lelle        |
| Tiffany Haddish        |                        | Shay            | 1.01–               | Peggy Sander        |
| Taylor Mosby           |                        | Amira           | 1.01–               | Sophie Lechtenbrink |
| Dante Hoagland         |                        | Shahzad         | 1.01–               | Philip Süß          |
| Allen Maldonado        |                        | Bobby           | 1.01–               | Jesco Wirthgen      |
| Ryan Gaul              |                        | Josh            | 1.01–               | Roman Wolko         |
| Joel Marsh Garland     |                        | Big Country     | 1.01–               | Marco Kröger        |
| Daniel J. Watts        |                        | Felony          | 1.01–               | Kaze Uzumaki        |
| Derek Gaines           |                        | Jaybird         | 1.01–               | Jan-David Rönfeldt  |
| Joshua Rivera          |                        | Alejandro       | 2.01–               | Johannes Walenta    |
| Method Man             |                        | Green Eyes      | 2.01–               | Tobias Schmidt      |
| Bresha Webb            |                        | Faith           | 2.01–               | Heike Schrötter     |
| Diarra Kilpatrick      |                        | Lisa            | 2.01–               | Esra Vural          |

### Nebenfiguren
- Gino Vento: Gustavo (1. Staffel)
- Byrne Davis Jr.: Billy C. (1. Staffel)
- Natalie Carter: Ruth
- Randy Gambill: Jason
- Miles G. Jackson: Manager Benjamin (1. Staffel)

## Entstehungsgeschichte

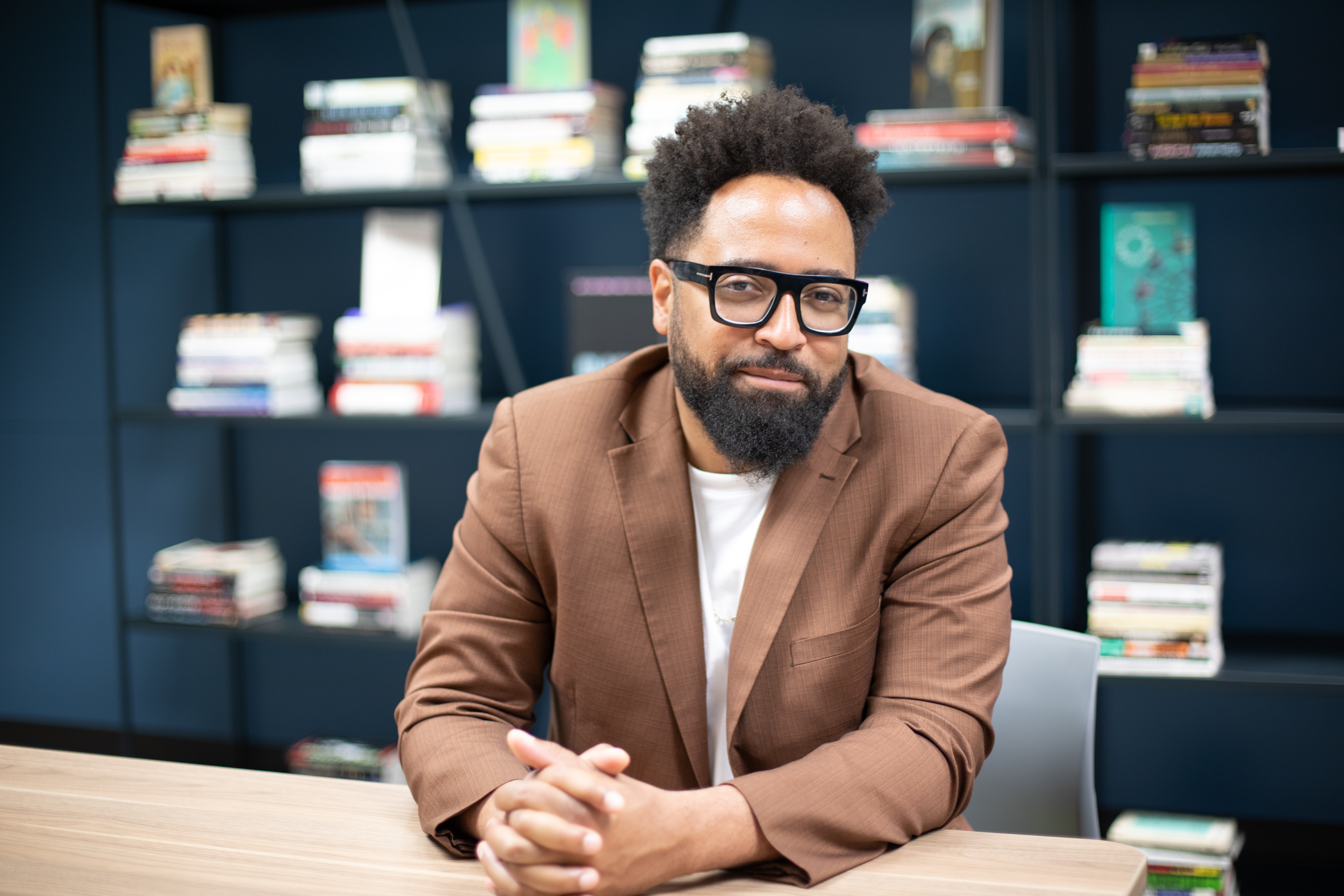
Für zwei Folgen schrieb Diallo Riddle das Drehbuch

Regie führte Jordan Peele, der gemeinsam mit John Carcieri auch das Drehbuch schrieb. An einigen Folgen waren zudem Diallo Riddle, Bashir Salahuddin, Diarra Kilpatrick, Alex Rubens, Adam Schulman, Jeff Stilson und Marc Theobald beteiligt.
Die Hauptrolle des Ex-Häftlings Tray wurde mit Tracy Morgan besetzt.
Im März 2018 wurden ausgewählte Folgen der Serie beim South by Southwest Film Festival vorgestellt. Seit 31. März 2018 wird die Serie beim Kabelsender Turner Broadcasting System (TBS) gezeigt.[veraltet]

## Episodenliste
| Nr. | Deutscher Titel             | Originaltitel  | Erstausstrahlung USA | Deutschsprachige Erstausstrahlung (D) | Regie           | Drehbuch                          |
| --- | --------------------------- | -------------- | -------------------- | ------------------------------------- | --------------- | --------------------------------- |
| 1   | Ein Deal zu viel            | Pilot          | 31. März 2018        | 7. Juni 2018                          | Jorma Taccone   | John Carcieri & Jordan Peele      |
| 2   | Billige Bohnen              | Bobo Beans     | 10. Apr. 2018        | 7. Juni 2018                          | Chioke Nassor   | Jeff Stilson                      |
| 3   | Die Wahrheitssafari         | Truth Safari   | 17. Apr. 2018        | 14. Juni 2018                         | Chioke Nassor   | Alex Rubens                       |
| 4   | Verkupplungsversuche        | Swipe Right    | 24. Apr. 2018        | 14. Juni 2018                         | John Lee        | Diallo Riddle & Bashir Salahuddin |
| 5   | Pooh Cat                    | Repass         | 1. Mai 2018          | 21. Juni 2018                         | Chioke Nassor   | Diarra Kilpatrick                 |
| 6   | Tray-ningstag               | Tray-ning Day  | 8. Mai 2018          | 21. Juni 2018                         | Maurice Marable | Marc Theobald                     |
| 7   | Robin in der Hood           | Lemon Drops    | 15. Mai 2018         | 28. Juni 2018                         | John Lee        | Adam Schulman                     |
| 8   | Die zweite Phase der Trauer | That Backslide | 22. Mai 2018         | 28. Juni 2018                         | Maurice Marable | Diallo Riddle & Bashir Salahuddin |
| 9   | Ausgedealt                  | Paid in Full   | 29. Mai 2018         | 5. Juli 2018                          | Jorma Taccone   | John Carcieri                     |
| 10  | Clemenza und Tessio         | Clemenza       | 5. Juni 2018         | 5. Juli 2018                          | Chioke Nassor   | John Carcieri & Jordan Peele      |

## Rezeption

### Kritiken
Jan Freitag vom Tagesspiegel meint, hinter der Serie verberge sich auch sehr feine Gentrifizierungskritik, wenn Last O.G. bei seiner Rückkehr nach Brooklyn feststellen muss: „Seine Ex Shay organisiert im Businesskleid Charity-Events für Reiche, seine Stammbar ist ein Veggie-Restaurant, statt Kaffee gibt’s nur Soy-Latte. Und spätestens, wenn zwei Jungs im Gangsta-Outfit mit schwulem Gestus zum 'Bruuuunch' rufen, weiß der verlorene Sohn: Ich bin hier falsch!“ Freitag resümiert, so richte sich diese kleine, feine Serie auch an Zerstörer deutscher Innenstädte, die sie rücksichtslos dem Profit opfern: „So ulkig kann Gentrifzierungskritik sein.“

### Auszeichnungen
Black Entertainment Television Awards 2018
- Nominierung Beste Schauspielerin (Tiffany Haddish)[4]